# Batman (provincie)
Batmanská provincie je tureckou provincií, nachází se ve východní části Malé Asie. Rozloha provincie činí 4 649 km², v roce 2010 zde žilo 510 200 obyvatel. Obývají ji převážně Kurdové. Hlavním městem je Batman. Provincie produkuje ropu a vede z ní ropovod do přístavu İskenderun. Pěstuje se zde bavlna.

## Administrativní členění

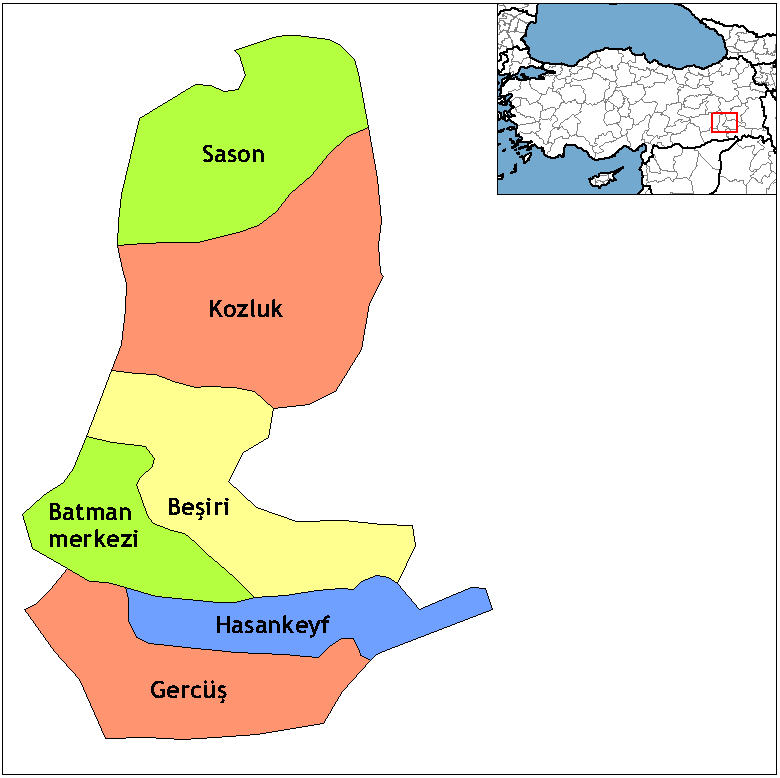
Administrativní členění

Batmanská provincie se administrativně člení na 6 distriktů:
- Batman
- Beşiri (kurd. Qubîn)
- Gercüş (kurd. Kercos nebo Kercews)
- Hasankeyf (kurd. Hesenkêf nebo Heskîf)
- Kozluk (kurd. Hezo)
- Sason (kurd. Qabilcewz)